# Манская, Софья Моисеевна
Софи́я Моисе́евна Ма́нская (19 [31] марта 1899, Ливны, Орловская губерния — 15 марта 1987, Москва) — советский биохимик и геохимик, доктор биологических наук, одна из основоположников органической геохимии.

## Биография
Родилась 19 (31) марта 1899 года в г. Ливны Орловской губернии в семье железнодорожного служащего Моисея Ионовича Манского (1860, Лида — после 1937, Симферополь), мещанина г. Лида Виленской губернии, и его жены Екатерины Григорьевны (1867, Лида — 1938, Кострома), поселившихся в Ливнах в 1890 году. Старшая сестра известного театрального режиссёра Д. М. Манского.
В 1915 г. окончила Ливенскую женскую гимназию.
В 1916—1921 гг. училась в Киевском и Таврическом университетах, в мае 1922 г. получила диплом об окончании биологического отделения физико-математического факультета Петроградского университета по специальности «физиология и биохимия растений».
Ученица и сотрудница академика В. И. Палладина, под его руководством с 1918 года вела научную работу в Крыму (Таврический университет, Никитский ботанический сад), в 1921—1922 г.г. в Петрограде (Бюро по прикладной ботанике), после смерти В. И. Палладина вернулась в Симферополь (Крымский педагогический институт им. М. В. Фрунзе, Крымский научно-исследовательский институт).
13 марта 1929 года в Симферополе вышла замуж за геолога Владимира Михайловича Ратынского. Несмотря на то, что согласно актовой записи о заключении брака обоим супругам была официально присвоена фамилия «Ратынские», всю дальнейшую жизнь, почти 60 лет, продолжала пользоваться девичьей фамилией — публиковала научные работы, получала учёные степени и государственные награды как «Софья Манская».
С 1931 года работала в Москве: старший ассистент Биохимического института Наркомздрава СССР (1931—1935), старший научный сотрудник Института биохимии АН СССР (1935—1941), кандидат биологических наук (1935).
Соавтором многих публикаций С. М. Манской 1920—1930-х г.г. была Е. М. Попова, родная старшая сестра Софьи Моисеевны, также известный биохимик.
В начале войны, чтобы уехать в эвакуацию вместе с мужем, работавшим в Биогеохимической лаборатории В. И. Вернадского (Биогел), перебазированной в Казань, и четырёхлетним сыном, С. М. Манская была вынуждена покинуть Институт биохимии (институт был вывезен в Ашхабад) и полностью сменить направление собственных исследований; в 1940—1980-х г.г. стала одним из авторитетнейших учёных в области органической геохимии.
В 1941—1970 г.г. старший научный сотрудник Лаборатории геохимических проблем (с 1947 г. — Института геохимии и аналитической химии им. В. И. Вернадского) АН СССР, руководитель группы геохимии органического вещества лаборатории биогеохимии, с 1973 г. — старший научный сотрудник лаборатории геохимии углерода ГЕОХИ. Доктор биологических наук (1950).
Умерла 15 марта 1987 года в Москве. Похоронена на Щербинском центральном кладбище.

## Научный вклад
Область научных интересов в довоенный период — биохимия процессов ферментативного окисления, в частности, теория биосинтеза лигнина при участии фермента пероксидазы; итогом этих работ стала диссертация на соискание учёной степени доктора биологических наук «Ферментативное окисление фенольных соединений», защищённая в 1949 году в Институте биохимии АН СССР.
Научные результаты С. М. Манской этого периода имели также большое прикладное значение; они, в частности, внесли заметный вклад в развитие советской пищевой индустрии. Так, например, именно С. М. Манской выполнены пионерские исследования особенностей биохимии чайного листа и процессов ферментации чая:
С. М. Манская установила ряд фактов, представляющих собой и большой теоретический интерес и вместе с тем проливающих свет на роль фермента пероксидазы при образовании чайного настоя. Именно в результате действия этого фермента происходит окисление чайного таннина и образуются те темноокрашенные вещества, которые обусловливают собой цвет чайного настоя. От этих же окислительных процессов в значительной степени зависит и вкус чая».
…Несмотря на кажущуюся простоту фабричной переработки чайного листа, состоящей в основном из трех операций — завяливания, скручивания (на роллерах) и ферментации листа, сущность происходящих при этом процессов была совершенно неясной. <Именно С .М. Манской> …было установлено, что смысл завяливания и, особенно, последующего скручивания листа состоит отнюдь не только в том, чтобы придать ему определенную» форму (как это думали раньше), а в том, чтобы механически разрушить протоплазму его живых клеток.
Кроме этого, совместно с членом-корреспондентом АН СССР (впоследствии академиком) А. И. Опариным С. М. Манская получила в 1939—40 г.г. несколько авторских свидетельств на способы ускоренного искусственного старения вин и коньяков.
В 1940—1970-х г.г. С. М. Манской с сотрудниками были выполнены основополагающие работы, начатые в период участия ГЕОХИ в советском Атомном проекте и посвящённые изучению роли органического вещества, в частности, гуминовых соединений природных вод, как агента переноса и накопления урана (впоследствии также ванадия, германия, меди и др.).
Софья Моисеевна Манская фактически явилась одним из основателей такой науки как органическая геохимия. Монография «Геохимия органического вещества» (в соавторстве с Т. В. Дроздовой), ставшая первым фундаментальным трудом по этому вопросу, была опубликована в 1964 году, в 1966 году удостоена Премии имени В. И. Вернадского, два года спустя переведена в США, до настоящего времени считается классической и широко цитируется. Важнейшее значение для этой области знаний имела и её монография «Геохимия лигнина» (в соавторстве с Л. А. Кодиной, 1975).
Опубликовала более 100 научных работ «в области биохимии растений, биогеохимии и геохимии органического вещества».

## Награды
Награждена орденом Ленина (1953), медалями «За доблестный труд в Великой Отечественной войне 1941—1945 г.г.» и «В память 800-летия Москвы».

## Основные труды
- Палладинъ В. И., Манская С. М. Свободная и соединённая съ протопластами пероксидаза растеній. Условія, вызывающія отщепленіе пероксидазы отъ протопластовъ и переходъ ея в клеточный сокъ. // Извѣстія Россійской Академіи Наукъ: VI серія. — 1921, № 15. — С. 449—472.
- Манская С. М., Попова Е. М. Влияние витаминов на развитие бактерий и высших растений // Тр. / Крымский НИИ. — 1927. — № 1, Вып. 2.
- Манская С. М., Попова Е. М. Исследование превращения пластических веществ в некоторых древесных породах в Крыму. // Труды Крымского НИИ, № 2, вып. 2. – 1929, с. 56 – 66.
- Манская С. М. Биологическое состояние чайного листа при завяливании. // Биохимия чайного производства: Сб. 1. — 1935. — С. 18-30.
- Манская С. М. Окислительные процессы в вине. // Доклады АН СССР, XX, № 2 – 3, 1938, с. 159 – 162.
- Манская С. М. Химический состав лигнина в различных растительных группах. // Доклады АН СССР, нов. сер., LIV, 7, 1946, с. 611 – 613.
- Манская С. М. Образование лигнина в растениях. // Успехи современной биологии, т. 23, вып. 2. – 1947, с. 203 – 214.
- Емельянова М. Г., Манская С. М. Биохимия процессов старения коньяка // Биохимия виноделия / изд. АН СССР. — 1947. — Вып. 1. — С. 22-31.
- Дроздова Т. В., Манская С. М. и др. Связывание урана с гуминовыми кислотами и миланоидинами. // Геохимия. — 1956. — № 4.
- Манская С. М. Пути превращения органического вещества в природных процессах // Природа. — 1957. — № 1.
- Дроздова Т. В. Манская С. М. и др. Значение природных органических соединений в концентрировании и миграции микроэлементов. — Рига. 1959.
- Манская С. М., Дроздова Т. В. Геохимия органического вещества. — М.: Наука, 1964. — 315 с.
- Манская С. М. Ископаемое органическое вещество и нефть // Геохимия. — 1970. — № 3.
- Манская С. М., Кодина Л. А. Геохимия лигнина. — М.: Наука, 1975. — 228 с.

Под редакцией А. П. Виноградова и С. М. Манской был издан 5-й том «Избранных сочинений» В. И. Вернадского (М.: Изд-во АН СССР, 1960. — 422 с.).